# Landtag Schwarzburg-Rudolstadt (1905)
Dieser Artikel behandelt den Landtag Schwarzburg-Rudolstadt 1905.

## Landtag
Die Landtagswahl fand am 7. September 1905 statt. Die SPD erreichte mit acht Sitzen die Hälfte der Mandate. Da nur 12 der Mandate in allgemeinen Wahlen gewählt wurden, entsprach das einer Zweidrittelmehrheit in den allgemeinen Wahlen. Vier weitere Sitze gingen an konservative, je zwei an freisinnige und nationalliberale Kandidaten.
Als Abgeordnete wurden gewählt:
| Name                             | Partei      | Wohnort       | Kurie             | Wahlkreis                        | Anmerkung                 |
| -------------------------------- | ----------- | ------------- | ----------------- | -------------------------------- | ------------------------- |
| Carl Adolph Hermann Bloß         | SPD         | Rudolstadt    | Allgemeine Wahlen | Rudolstadt I                     |                           |
| Johann August Emil Böttcher      | SPD         | Frankenhausen | Allgemeine Wahlen | Frankenhausen I                  |                           |
| Christian Albert Raimund Fiedler | kons. (BdL) | Unterloquitz  | Allgemeine Wahlen | Leutenberg                       |                           |
| Heinrich Ernst Emil Finke        | SPD         | Frankenhausen | Allgemeine Wahlen | Oberweißbach                     |                           |
| Johann Friedrich Frötscher       | SPD         | Könitz        | Allgemeine Wahlen | Königsee II                      |                           |
| Otto Härtel                      | freis.      | Rudolstadt    | Höchstbesteuerte  | Landratsamtsbezirk Rudolstadt I  |                           |
| Ernst Emil Hartmann              | SPD         | Rudolstadt    | Allgemeine Wahlen | Rudolstadt II                    |                           |
| Maximilian Kaiser                | SPD         | Sitzendorf    | Allgemeine Wahlen | Katzhütte                        |                           |
| Wilhelm Carl Robert Kämmerer     | kons. (BdL) | Ringleben     | Allgemeine Wahlen | Frankenhausen II                 |                           |
| Hermann Berthold Kirsten         | kons. (BdL) | Zeigerheim    | Allgemeine Wahlen | Blankenburg                      |                           |
| August Viktor Krieger            | kons. (BdL) | Großhettstedt | Höchstbesteuerte  | Landratsamtsbezirk Rudolstadt II |                           |
| Friedrich Rudolf Lüttich         | freis.      | Esperstedt    | Höchstbesteuerte  | Landratsamtsbezirk Königsee      |                           |
| Friedrich Victor Anton Paris     | NLP         | Oberköditz    | Höchstbesteuerte  | Landratsamtsbezirk Frankenhausen | Wahl für ungültig erklärt |
| August Otto Reinhard Schrodt     | NLP         | Stadtilm      | Allgemeine Wahlen | Ilm                              |                           |
| Philipp Ernst Venter             | SPD         | Königsee      | Allgemeine Wahlen | Königsee I                       |                           |
| Franz August Wilhelm Winter      | SPD         | Frankenhausen | Allgemeine Wahlen | Schlotheim                       |                           |

Der Landtag wählte unter Alterspräsident Viktor Krieger seinen Vorstand. Landtags-Director (Parlamentspräsident) wurde Fritz Lüttich. Als Stellvertreter wurde Franz Winter gewählt.
Der Landtag kam zwischen dem 15. November 1905 und dem 2. Dezember 1905 zu vier öffentlichen Plenarsitzungen in einer ordentlichen Sitzungsperiode zusammen. In der Plenarsitzung am 2. Dezember 1905 erklärte der Staatsminister im Auftrag des Fürsten den Landtag für aufgelöst.